# David Braunschweiger
David Braunschweiger (geboren 6. August 1875 in Würzburg; gestorben 1. Mai 1928 in Oppeln) war ein deutscher Rabbiner und Autor.

## Leben

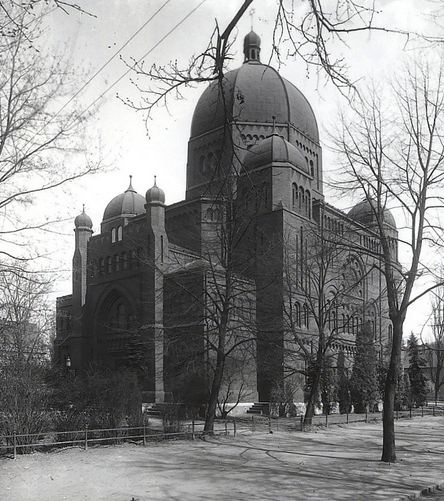
In der Synagoge an der Hafenstraße in Oppeln diente David Braunschweiger von 1917 bis zu seinem Tode als Rabbiner;
Fotografie von 1930 des in der Reichspogromnacht 1938 zerstörten Gebäudes

David Braunschweiger wurde in der Gründerzeit des Deutschen Kaiserreichs als Sohn des Lehrers Moses Braunschweiger (1838–1913) in Würzburg geboren. Er studierte an den Universitäten in seiner Heimatstadt Würzburg sowie in Berlin und promovierte 1899 an der Julius-Maximilians-Universität bei Oswald Külpe zum Thema Die Lehre von der Aufmerksamkeit in der Psychologie des 18. Jahrhunderts.
Unterdessen hatte Braunschweiger bereits in den Jahren ab 1894 und bis 1900 und später von 1909 bis 1911 das Rabbinerseminar zu Berlin besucht, bevor er am 12. November 1911 sein Diplom als Rabbiner erhielt. In der Zwischenzeit hatte er am 8. Dezember 1899 in Hannover eine Trauerrede für den Schriftsteller Isaak Hirsch gehalten, arbeitete ab dem Jahr 1900 und bis 1912 in Oberschlesien als Rabbinatsassessor und Religionslehrer im damaligen Kattowitz an der dortigen städtischen Realschule, dem dortigen Gymnasium und der Höheren Töchterschule vor Ort. 1903 war er zudem Begründer des Kattowitzer Vereins für Jugendgottesdienst gewesen.
Nachdem David Braunschweiger 1912 die Stellung des Rabbiners in Rybnik an der dortigen Synagoge übernommen hatte, bewarb er sich – mitten im Ersten Weltkrieg – 1916 als Rabbiner in Braunschweig, nahm dann jedoch von 1917/1918 bis zum Jahr 1928 die Aufgaben eines Rabbiners in Oppeln wahr.
Braunschweiger war Mitglied im Hauptvorstand des Central-Vereins deutscher Staatsbürger jüdischen Glaubens und leitete als Vorsitzender den Landesverband Oberschlesien. Er war zudem Vorsitzender im Verband der Rabbiner Oberschlesiens und leitete den Verband der jüdischen Literaturvereine Oberschlesiens. Er war Mitglied der B’nai B’rith und Präsident der zu diesem Bund gehörenden Freiheit-Loge in Oppeln, außerdem wirkte als Mitglied im Preußischen Landesverband jüdischer Gemeinden. 1927 wurde er in den Ehrenausschuss der Wohlfahrts-Lotterie der Arbeitsgemeinschaft zur Bekämpfung der Tuberkulose unter den Juden gewählt.

## Grabmal
David Braunschweiger wurde auf dem jüdischen Friedhof in Groß-Strehlitz (Strzelce Opolskie) bestattet.